# Ђероза (Бергамо)
Ђероза (итал. Gerosa) је насеље у Италији у округу Бергамо, региону Ломбардија.
Према процени из 2011. у насељу је живело 254 становника. Насеље се налази на надморској висини од 765 m.

## Становништво
| 1931. | 1936. | 1951. | 1961. | 1971. | 1981. | 1991. | 2001. | 2011. |
| ----- | ----- | ----- | ----- | ----- | ----- | ----- | ----- | ----- |
| 804   | 638   | 666   | 637   | 526   | 449   | 360   | 383   | 372   |